# 菊地最愛
菊地最愛（きくち もあ、1999年7月4日—）是日本偶像、歌手、藝人。经纪公司为AMUSE。於2010年起，她以MOAMETAL名義擔任金屬偶像舞蹈組合BABYMETAL的SCREAM及舞蹈。為女子偶像組合櫻花學院及衍生組合Twinklestars、Miniparti的元成員。愛知縣名古屋市出身。

## 經歷
菊地自少開始雜誌模特的工作。2007年，她獲得「CIAO GIRL選拔2007」準優勝賞，然後加入AMUSE。2008年至2010年間拍攝廣告及出席活動。2010年8月、以小學部「轉校生」的身份加入櫻花學院。同年10月，參於衍生組合舞棒部「Twinklestars」、11月以MOAMETAL名義參與重音部「BABYMETAL」。
2011年5月2日至2013年3月25日，菊地與水野由結以報榜女孩的身份，一同出演電視節目《saku saku》中的環節「速報!神奈川縣最暢銷的CD單曲周榜」。同年7月，以第二代的成員身份參與烹飪部的「Mini-pati」。
2013年4月，中元鈴香（SU-METAL）於櫻花學院畢業，BABYMETAL亦隨之脫離櫻花學院獨立，以「課外活動」為名繼續活動。2014年5月，菊地出任櫻花學院的學生會長（隊長）。2015年3月29日，於櫻花學院畢業。她畢業後繼續以BABYMETAL成員的身份活動。

## 個人
菊地自少便學習芭蕾舞、網球、體操、遊泳。咖哩飯、漢堡包、馬鈴薯沙拉是她擅長的菜式。菊地的公開資料是A型血，但她在博客中曾表示「其實我不知道。」。她曾以為松子DELUXE是正在懷孕的女性，向友人道：「她根本都不會產寶寶呢（ぜんぜん赤ちゃんが産まれないね）。」而被友人訕笑，為她在15歲時一生最難為情的事。
菊地喜歡的偶像為℃-ute的鈴木愛理，第一次買的唱片是月島きらり starring 久住小春 (モーニング娘。)的《チャンス!》。菊地加入櫻花學院之前就有「想當super moa醬」這想法、「super moa醬」的意思是像動畫《偶像宣言》的主角月島星璃那樣的女孩。另外，她亦提及憧憬的女性名人為柴咲幸。
菊地喜歡的動畫為《LoveLive!》、《冰雪奇緣》、《風之谷》。尊敬的人為自己的母親；《LoveLive!》中的高坂穂乃果、東條希；《絕園的暴風雨》中的不破愛花。喜歡的電影有《劇場版 魔法少女小圓》、《查理和巧克力工廠》。
在櫻花學院中喜歡的歌曲為《朝著夢想》《マシュマロ色の君と》《未完成シルエット》。

### CM
- 麦当劳开心乐园餐（麦当劳）

### 書籍
- CIAO（小学館）

## 逸事
2016年5月，與菊地的名字「最愛（もあ）」同名的日本酒「最愛」，其產地位於愛知縣蟹江町的酒廠有大量來自BABYMETAL樂迷的訂單紛至沓來，成為一則新聞。

## 脚注